# ريكاردو كوبو
ريكاردو كوبو (بالإسبانية: Ricardo Cobo)‏ هو عازف الغيتار الكلاسيكي كولومبي، ولد في 1962 في كولومبيا.

## وصلات خارجية
- ريكاردو كوبو على موقع ميوزك برينز (الإنجليزية)
- ريكاردو كوبو على موقع ديسكوغز (الإنجليزية)